# Tornei di tennis femminili nel 1894
Prima della nascita del WTA Tour, ossia l'apertura alle tenniste professioniste dei tornei che prima di quell'anno erano riservati alle tenniste dilettanti, tutti gli eventi più importanti erano amatoriali, tra questi c'erano i tornei del Grande Slam: il Campionato francese di tennis, il Torneo di Wimbledon e gli U.S. National Championships.

## Gennaio
Nessun evento

## Febbraio
Nessun evento

## Marzo
| Settimana | Torneo                                                                     | Vincitore            | Finalista             | Semifinalisti | Eliminati ai quarti |
| --------- | -------------------------------------------------------------------------- | -------------------- | --------------------- | ------------- | ------------------- |
| 4 marzo   | Ceylon Championships 1894 Nuwara Eliya, Ceylon Erba Singolare - Doppio     | Mrs A. Brown 6-3 6-2 | Annette de Fonblanque |               |                     |
| 4 marzo   | Ceylon Championships 1894 Nuwara Eliya, Ceylon Erba Singolare - Doppio     |                      |                       |               |                     |
| 23 marzo  | Tasmanian Championships 1894 Launceston, Australia Erba Singolare - Doppio | G. Swan 6-2 6-2      | R. Harrison           |               |                     |
| 23 marzo  | Tasmanian Championships 1894 Launceston, Australia Erba Singolare - Doppio |                      |                       |               |                     |

## Aprile
| Settimana | Torneo                                                                                           | Vincitore                                   | Finalista              | Semifinalisti | Eliminati ai quarti |
| --------- | ------------------------------------------------------------------------------------------------ | ------------------------------------------- | ---------------------- | ------------- | ------------------- |
| 7 aprile  | British Covered Court Championships 1894 Londra, Gran Bretagna Parquet indoor Singolare - Doppio | Edith Austin 2-6 6-4 7-5                    | May Arbuthnot          |               |                     |
| 7 aprile  | British Covered Court Championships 1894 Londra, Gran Bretagna Parquet indoor Singolare - Doppio |                                             |                        |               |                     |
| 9 aprile  | South Australian Championships 1894 Adelaide, Australia Erba Singolare - Doppio                  | Maisie Parr 6-0 6-2                         | M. Brown               |               |                     |
| 9 aprile  | South Australian Championships 1894 Adelaide, Australia Erba Singolare - Doppio                  | M. Brown L. Payne 9-7 6-1                   | E. Parr Maisie Parr    |               |                     |
| 9 aprile  | South Australian Championships 1894 Adelaide, Australia Erba Singolare - Doppio                  | Doppio misto: M. Brown RG Bowen 7-9 8-6 6-4 | Maisie Parr F. Spiller |               |                     |
| 21 aprile | Torneo di Craigside 1894 Craigside, Gran Bretagna Parquet indoor Singolare - Doppio              | Alice Pickering 6-3 6-3                     | Mrs Dickins            |               |                     |
| 21 aprile | Torneo di Craigside 1894 Craigside, Gran Bretagna Parquet indoor Singolare - Doppio              |                                             |                        |               |                     |

## Maggio
| Settimana | Torneo                                                                       | Vincitore                                                  | Finalista                  | Semifinalisti | Eliminati ai quarti |
| --------- | ---------------------------------------------------------------------------- | ---------------------------------------------------------- | -------------------------- | ------------- | ------------------- |
| 19 maggio | New South Wales Championships 1894 Sydney, Australia Erba Singolare - Doppio | S. Dransfield walkover                                     | Mabel Shaw                 |               |                     |
| 19 maggio | New South Wales Championships 1894 Sydney, Australia Erba Singolare - Doppio | M. Dransfield P. Dransfield 6-1 6-1                        | Miss Lee Mrs Metcalf       |               |                     |
| 19 maggio | New South Wales Championships 1894 Sydney, Australia Erba Singolare - Doppio | Doppio misto: Mabel Shaw Percy Colquhoun                   |                            |               |                     |
| 19 maggio | Torneo di Hexham 1894 Hexham, Gran Bretagna Erba Singolare - Doppio          | Helen Jackson 6-3 6-2                                      | Lottie Paterson            |               |                     |
| 19 maggio | Torneo di Hexham 1894 Hexham, Gran Bretagna Erba Singolare - Doppio          |                                                            |                            |               |                     |
| 26 maggio | Irish Championships 1894 Dublino, Irlanda Erba Singolare - Doppio            | Blanche Hillyard 6-3 6-2                                   | Miss Shaw                  |               |                     |
| 26 maggio | Irish Championships 1894 Dublino, Irlanda Erba Singolare - Doppio            | Blanche Hillyard Miss Snook 7-5 6-2                        | Helen Jackson Miss Shaw    |               |                     |
| 26 maggio | Irish Championships 1894 Dublino, Irlanda Erba Singolare - Doppio            | Doppio misto: Blanche Hillyard George Hillyard 6-4 6-4 6-2 | Charlotte Cooper CH Martin |               |                     |

## Giugno
| Settimana | Torneo                                                                             | Vincitore                                                       | Finalista                         | Semifinalisti | Eliminati ai quarti |
| --------- | ---------------------------------------------------------------------------------- | --------------------------------------------------------------- | --------------------------------- | ------------- | ------------------- |
| 8 giugno  | North of Ireland Championships 1894 Belfast, Gran Bretagna Erba Singolare - Doppio | R. Shaw 6-1 6-1                                                 | F. Carr                           |               |                     |
| 8 giugno  | North of Ireland Championships 1894 Belfast, Gran Bretagna Erba Singolare - Doppio |                                                                 |                                   |               |                     |
| 9 giugno  | Middlesex Championships 1894 Londra, Gran Bretagna Erba Singolare - Doppio         | Edith Austin 6-3 6-3                                            | A. Brown                          |               |                     |
| 9 giugno  | Middlesex Championships 1894 Londra, Gran Bretagna Erba Singolare - Doppio         |                                                                 |                                   |               |                     |
| 16 giugno | U.S. National Championships 1894 Filadelfia, USA Erba Singolare - Doppio           | Helen Hellwig 7-5, 3-6, 6-0, 3-6, 6-3                           | Aline Terry                       |               |                     |
| 16 giugno | U.S. National Championships 1894 Filadelfia, USA Erba Singolare - Doppio           |                                                                 |                                   |               |                     |
| 16 giugno | Northern Championships 1894 Liverpool, Gran Bretagna Erba Singolare - Doppio       | Blanche Hillyard 7-5 4-6 6-3                                    | Beatrice Draffen                  |               |                     |
| 16 giugno | Northern Championships 1894 Liverpool, Gran Bretagna Erba Singolare - Doppio       | Blanche Hillyard Mary Steedman 6-3 6-3                          | M Pick Miss Vickers               |               |                     |
| 16 giugno | Northern Championships 1894 Liverpool, Gran Bretagna Erba Singolare - Doppio       | Doppio misto: Charlotte Cooper Harold Mahony 3-6 6-3 6-0        | Blanche Hillyard Wilfred Baddeley |               |                     |
| 16 giugno | Kent County Championships 1894 Blackheath, Gran Bretagna Erba Singolare - Doppio   | Amy Wilson walkover                                             | Georgina Wilson                   |               |                     |
| 16 giugno | Kent County Championships 1894 Blackheath, Gran Bretagna Erba Singolare - Doppio   |                                                                 |                                   |               |                     |
| 19 giugno | West Side Lawn Tennis Club Tournament 1894 New York, USA Erba Singolare - Doppio   | Juliette Atkinson 6-0 6-1 6-3                                   | Miss Collard                      |               |                     |
| 19 giugno | West Side Lawn Tennis Club Tournament 1894 New York, USA Erba Singolare - Doppio   |                                                                 |                                   |               |                     |
| 19 giugno | West Side Lawn Tennis Club Tournament 1894 New York, USA Erba Singolare - Doppio   | Doppio misto: Juliette Atkinson Dr W. N. Frazer 6-3 3-6 6-4 8-6 | Katherine Millett Stephen Millett |               |                     |
| 23 giugno | Kent Championships 1894 Beckenham, Gran Bretagna Erba Singolare - Doppio           | Edith Austin 6-4 6-2                                            | A. Wilson                         |               |                     |
| 23 giugno | Kent Championships 1894 Beckenham, Gran Bretagna Erba Singolare - Doppio           |                                                                 |                                   |               |                     |
| 23 giugno | Torneo di Leicester 1894 Leicester, Gran Bretagna Erba Singolare - Doppio          | Blanche Hillyard 6-3 6-1                                        | Helen Jackson                     |               |                     |
| 23 giugno | Torneo di Leicester 1894 Leicester, Gran Bretagna Erba Singolare - Doppio          |                                                                 |                                   |               |                     |
| 23 giugno | Torneo di Leicester 1894 Leicester, Gran Bretagna Erba Singolare - Doppio          | Doppio misto: Blanche Hillyard Trevor Davys 7-5 6-2             | Agnes Watts Charles S. Viccars    |               |                     |
| 24 giugno | Torneo di Gainsborough 1894 Gainsborough, Gran Bretagna Erba Singolare - Doppio    | Agatha Templeman 6-1 10-8                                       | E. White                          |               |                     |
| 24 giugno | Torneo di Gainsborough 1894 Gainsborough, Gran Bretagna Erba Singolare - Doppio    |                                                                 |                                   |               |                     |
| 30 giugno | Queen's Club Championships 1894 Londra, Gran Bretagna Erba Singolare - Doppio      | Edith Austin 8-6 11-9                                           | Charlotte Cooper                  |               |                     |
| 30 giugno | Queen's Club Championships 1894 Londra, Gran Bretagna Erba Singolare - Doppio      |                                                                 |                                   |               |                     |

## Luglio
| Settimana | Torneo                                                                                    | Vincitore                                       | Finalista                   | Semifinalisti | Eliminati ai quarti |
| --------- | ----------------------------------------------------------------------------------------- | ----------------------------------------------- | --------------------------- | ------------- | ------------------- |
| luglio    | Canadian Championships 1894 Ottawa, Canada Erba Singolare - Doppio                        | Maude Osborne 3-6 6-2 6-1                       | Mrs Whitehead               |               |                     |
| luglio    | Canadian Championships 1894 Ottawa, Canada Erba Singolare - Doppio                        |                                                 |                             |               |                     |
| 2 luglio  | Middle States Championships 1894 Montrose, USA Erba Singolare - Doppio                    | Juliette Atkinson 6-8 6-4 7-5 8-10 6-3          | Helen Hellwig               |               |                     |
| 2 luglio  | Middle States Championships 1894 Montrose, USA Erba Singolare - Doppio                    |                                                 |                             |               |                     |
| 2 luglio  | Middle States Championships 1894 Montrose, USA Erba Singolare - Doppio                    | Doppio misto: Frazer Juliette Atkinson 6-1 6-3  | Arthur Runyon Helen Hellwig |               |                     |
| 5 luglio  | Welsh Championships 1894 Penarth, Gran Bretagna Erba Singolare - Doppio                   | Helen Jackson 8-6 6-2                           | Ethel Cochrane              |               |                     |
| 5 luglio  | Welsh Championships 1894 Penarth, Gran Bretagna Erba Singolare - Doppio                   |                                                 |                             |               |                     |
| 7 luglio  | Gipsy Lawn Tennis Club Tournament 1894 Londra, Gran Bretagna Erba Singolare - Doppio      | Amy Wilson 6-1 3-6 7-5                          | C. Reade                    |               |                     |
| 7 luglio  | Gipsy Lawn Tennis Club Tournament 1894 Londra, Gran Bretagna Erba Singolare - Doppio      |                                                 |                             |               |                     |
| 14 luglio | Torneo di Sheffield and Hallamshire 1894 Sheffield, Gran Bretagna Erba Singolare - Doppio | Jane Corder 6-1 6-3                             | Mrs A. Thompson             |               |                     |
| 14 luglio | Torneo di Sheffield and Hallamshire 1894 Sheffield, Gran Bretagna Erba Singolare - Doppio |                                                 |                             |               |                     |
| 15 luglio | Hungarian Championships 1894 Balatonfüred, Ungheria Terra rossa Singolare - Doppio        | Pauline Palffy                                  | non conosciuta (bandiera)   |               |                     |
| 15 luglio | Hungarian Championships 1894 Balatonfüred, Ungheria Terra rossa Singolare - Doppio        |                                                 |                             |               |                     |
| 18 luglio | Torneo di Wimbledon 1894 Londra, Gran Bretagna Erba Singolare                             | Blanche Bingley 6-1, 6-1                        | Edith Austin                |               |                     |
| 21 luglio | Nottinghamshire Open 1894 Nottingham, Gran Bretagna Erba Singolare - Doppio               | Miss Graham 6-1 6-0                             | Helen Jackson               |               |                     |
| 21 luglio | Nottinghamshire Open 1894 Nottingham, Gran Bretagna Erba Singolare - Doppio               |                                                 |                             |               |                     |
| 25 luglio | Torneo di Leamington 1894 Leamington, Gran Bretagna Erba Singolare - Doppio               | Miss Kendal 6-4 6-4                             | Miss Templeman              |               |                     |
| 25 luglio | Torneo di Leamington 1894 Leamington, Gran Bretagna Erba Singolare - Doppio               |                                                 |                             |               |                     |
| 28 luglio | Scottish Championships 1894 Wemyss Bay, Gran Bretagna Erba Singolare - Doppio             | Lottie Paterson 6-1 6-0                         | Miss Burns                  |               |                     |
| 28 luglio | Scottish Championships 1894 Wemyss Bay, Gran Bretagna Erba Singolare - Doppio             |                                                 |                             |               |                     |
| 28 luglio | West of Scotland Championships 1894 Wemyss Bay, Gran Bretagna Erba Singolare - Doppio     | Lottie Paterson 6-2 6-0                         | H. Graham                   |               |                     |
| 28 luglio | West of Scotland Championships 1894 Wemyss Bay, Gran Bretagna Erba Singolare - Doppio     | H. Paterson Lottie Paterson 6-2 6-4             | H. Graham B. Watson         |               |                     |
| 28 luglio | West of Scotland Championships 1894 Wemyss Bay, Gran Bretagna Erba Singolare - Doppio     | Doppio misto: Lottie Paterson RM Watson 6-1 6-2 | Mrs G. Burns JE Orr         |               |                     |

## Agosto
| Settimana | Torneo                                                                                               | Vincitore                                                    | Finalista                          | Semifinalisti | Eliminati ai quarti |
| --------- | --- | ------------------------------------------------------------ | ---------------------------------- | ------------- | ------------------- |
| 4 agosto  | Queensland Championships 1894 Brisbane, Australia Erba Singolare - Doppio                            | Miss Pugh 6-2 6-3                                            | Mabel Taylor                       |               |                     |
| 4 agosto  | Queensland Championships 1894 Brisbane, Australia Erba Singolare - Doppio                            |                                                              |                                    |               |                     |
| 4 agosto  | Northumberland Championships 1894 Newcastle, Gran Bretagna Erba Singolare - Doppio                   | Helen Jackson 6-3 9-7                                        | Blanche Hillyard                   |               |                     |
| 4 agosto  | Northumberland Championships 1894 Newcastle, Gran Bretagna Erba Singolare - Doppio                   | Beatrice Draffen Lottie Paterson 1-6 6-2 6-0                 | Blanche Hillyard Helen Jackson     |               |                     |
| 4 agosto  | Northumberland Championships 1894 Newcastle, Gran Bretagna Erba Singolare - Doppio                   | Doppio misto: Blanche Hillyard Joshua Pim 6-2 6-2            | Charlotte Cooper CH Martin         |               |                     |
| 4 agosto  | Torneo di Trefriw 1894 Trefriw, Gran Bretagna Erba Singolare - Doppio                                | "Miss Smith" 6-1 6-4                                         | Ruth Dyas                          |               |                     |
| 4 agosto  | Torneo di Trefriw 1894 Trefriw, Gran Bretagna Erba Singolare - Doppio                                |                                                              |                                    |               |                     |
| 10 agosto | Torneo di Exmouth 1894 Exmouth, Gran Bretagna Erba Singolare - Doppio                                | Lilian Pine-Coffin 6-2 6-3                                   | Helen Jackson                      |               |                     |
| 10 agosto | Torneo di Exmouth 1894 Exmouth, Gran Bretagna Erba Singolare - Doppio                                |                                                              |                                    |               |                     |
| 10 agosto | Torneo di Exmouth 1894 Exmouth, Gran Bretagna Erba Singolare - Doppio                                | Doppio misto: Helen Jackson Harry Barlow 6-1 6-1             | Lilian Pine-Coffin William Renshaw |               |                     |
| 10 agosto | Torneo di The Hague 1894 L'Aia, Paesi Bassi Erba Singolare - Doppio                                  | A. Smithers 6-4 2-6 8-6                                      | C. van Lennep                      |               |                     |
| 10 agosto | Torneo di The Hague 1894 L'Aia, Paesi Bassi Erba Singolare - Doppio                                  |                                                              |                                    |               |                     |
| 10 agosto | Torneo di The Hague 1894 L'Aia, Paesi Bassi Erba Singolare - Doppio                                  | Doppio misto: M. Bol SH Hughes 6-1 4-6 6-3                   | Miss Quarles von Ufford E. Cremars |               |                     |
| 14 agosto | Torneo di Pensarn 1894 Pensarn, Gran Bretagna Erba Singolare - Doppio                                | M. Pick 6-3 6-1                                              | O. Dickins                         |               |                     |
| 14 agosto | Torneo di Pensarn 1894 Pensarn, Gran Bretagna Erba Singolare - Doppio                                |                                                              |                                    |               |                     |
| 16 agosto | Torneo di Stroud 1894 Stroud, Gran Bretagna Erba Singolare - Doppio                                  | Emma Ridding 2 set a 0                                       | Mrs Story                          |               |                     |
| 16 agosto | Torneo di Stroud 1894 Stroud, Gran Bretagna Erba Singolare - Doppio                                  |                                                              |                                    |               |                     |
| 16 agosto | Derbyshire Championships 1894 Buxton, Gran Bretagna Erba Singolare - Doppio                          | Blanche Hillyard 6-4 5-7 7-5                                 | Charlotte Cooper                   |               |                     |
| 16 agosto | Derbyshire Championships 1894 Buxton, Gran Bretagna Erba Singolare - Doppio                          | Blanche Hillyard Bertha Steedman 4-6 7-5 6-1                 | Charlotte Cooper E. Cooper         |               |                     |
| 18 agosto | East of England Championships 1894 Felixstowe, Gran Bretagna Erba Singolare - Doppio                 | M. Burton 6-3 ritiro                                         | E. Burton                          |               |                     |
| 18 agosto | East of England Championships 1894 Felixstowe, Gran Bretagna Erba Singolare - Doppio                 |                                                              |                                    |               |                     |
| 23 agosto | Torneo di Falmouth 1894 Falmouth, Gran Bretagna Erba Singolare - Doppio                              | Agatha Templeman 6-4 6-4                                     | Miss Boyd                          |               |                     |
| 23 agosto | Torneo di Falmouth 1894 Falmouth, Gran Bretagna Erba Singolare - Doppio                              |                                                              |                                    |               |                     |
| 23 agosto | Torneo di Saxmundham 1894 Saxmundham, Gran Bretagna Erba Singolare - Doppio                          | Alice Pickering 6-4 3-6 6-4                                  | Alice Parr                         |               |                     |
| 23 agosto | Torneo di Saxmundham 1894 Saxmundham, Gran Bretagna Erba Singolare - Doppio                          | Henrietta Horncastle Alice Pickering 6-3 6-2                 | Elise Renault Maud Renault         |               |                     |
| 23 agosto | Torneo di Saxmundham 1894 Saxmundham, Gran Bretagna Erba Singolare - Doppio                          | Doppio misto: Alice Pickerking William Pickering 1-6 6-3 6-3 | Maud Renault Edward Robinson       |               |                     |
| 25 agosto | Yorkshire Lawn Tennis Association Tournament 1894 Scarborough, Gran Bretagna Erba Singolare - Doppio | Beatrice Draffen 6-3 6-1                                     | Katherine Grey                     |               |                     |
| 25 agosto | Yorkshire Lawn Tennis Association Tournament 1894 Scarborough, Gran Bretagna Erba Singolare - Doppio | Miss Crosby Katherine Grey 6-3 7-5                           | Miss Boulton Miss Hodgson          |               |                     |
| 25 agosto | Yorkshire Lawn Tennis Association Tournament 1894 Scarborough, Gran Bretagna Erba Singolare - Doppio | Doppio misto: Beatrice Draffen Edward Allen 6-1 6-2          | Lucy Kendal Laurie Doherty         |               |                     |

## Settembre
| Settimana    | Torneo                                                                                     | Vincitore                                                 | Finalista                                   | Semifinalisti | Eliminati ai quarti |
| ------------ | ------------------------------------------------------------------------------------------ | --------------------------------------------------------- | ------------------------------------------- | ------------- | ------------------- |
| 2 settembre  | Niagara-on-the-Lake International 1894 Niagara-on-the-Lake, Canada Erba Singolare - Doppio | Maude Osborne 4-6 6-3 6-4                                 | Mrs Whitehead                               |               |                     |
| 2 settembre  | Niagara-on-the-Lake International 1894 Niagara-on-the-Lake, Canada Erba Singolare - Doppio |                                                           |                                             |               |                     |
| 2 settembre  | Niagara-on-the-Lake International 1894 Niagara-on-the-Lake, Canada Erba Singolare - Doppio | Doppio misto: Miss Hollister Malcolm G. Chace 3-6 8-6 9-7 | Maude Osborne Robert Matthews               |               |                     |
| 4 settembre  | Torneo di Nyack 1894 Nyack, USA Erba Singolare - Doppio                                    | Miss Banks 3-6 6-0 6-3 9-7                                | Miss Bradley                                |               |                     |
| 4 settembre  | Torneo di Nyack 1894 Nyack, USA Erba Singolare - Doppio                                    |                                                           |                                             |               |                     |
| 4 settembre  | New York State Championships 1894 Saratoga Springs, USA Singolare - Doppio                 | Mrs Ide 6-4 6-3 3-6 6-1                                   | Miss Ritchie                                |               |                     |
| 4 settembre  | New York State Championships 1894 Saratoga Springs, USA Singolare - Doppio                 |                                                           |                                             |               |                     |
| 10 settembre | Sussex Championships 1894 Brighton, Gran Bretagna Erba Singolare - Doppio                  | Blanche Hillyard 6-3 6-0                                  | Maud Shackle                                |               |                     |
| 10 settembre | Sussex Championships 1894 Brighton, Gran Bretagna Erba Singolare - Doppio                  |                                                           |                                             |               |                     |
| 10 settembre | Sussex Championships 1894 Brighton, Gran Bretagna Erba Singolare - Doppio                  | Doppio misto: Maud Shackle Wilfred Baddeley 6-4 6-3       | Helen Jackson Herbert Baddeley              |               |                     |
| 10 settembre | Pacific Coast Championships 1894 San Rafael, USA Cemento Singolare - Doppio                | Bee Hooper 5-7 6-3 6-3 6-3                                | Ethel Bates                                 |               |                     |
| 10 settembre | Pacific Coast Championships 1894 San Rafael, USA Cemento Singolare - Doppio                |                                                           |                                             |               |                     |
| 15 settembre | South of England Championships 1894 Eastbourne, Gran Bretagna Erba Singolare - Doppio      | Helen Jackson 6-4 6-2                                     | Charlotte Cooper                            |               |                     |
| 15 settembre | South of England Championships 1894 Eastbourne, Gran Bretagna Erba Singolare - Doppio      |                                                           |                                             |               |                     |
| 15 settembre | South of England Championships 1894 Eastbourne, Gran Bretagna Erba Singolare - Doppio      | Doppio misto: Maud Shackle Wilfred Baddeley 6-3 6-1       | Charlotte Cooper George Ball-Greene         |               |                     |
| 17 settembre | Torneo di Dinard 1894 Dinard, Francia Terra rossa Singolare - Doppio                       | Ivy Arbuthnot 6-2 6-8 6-4                                 | Alice Arbuthnot                             |               |                     |
| 17 settembre | Torneo di Dinard 1894 Dinard, Francia Terra rossa Singolare - Doppio                       |                                                           |                                             |               |                     |
| 23 settembre | Torneo di Boulogne-sur-Mer 1894 Boulogne-sur-Mer, Francia Terra rossa Singolare - Doppio   | Lottie Paterson 6-0 6-1                                   | Miss Marsh                                  |               |                     |
| 23 settembre | Torneo di Boulogne-sur-Mer 1894 Boulogne-sur-Mer, Francia Terra rossa Singolare - Doppio   |                                                           |                                             |               |                     |
| 30 settembre | Bohemian Championships 1894 Praga, Boemia Terra rossa Singolare - Doppio                   | A. von Stoninka Holodow 5-7 6-3, ritiro                   | Hedwig Rosenbaum                            |               |                     |
| 30 settembre | Bohemian Championships 1894 Praga, Boemia Terra rossa Singolare - Doppio                   |                                                           |                                             |               |                     |
| 30 settembre | Bohemian Championships 1894 Praga, Boemia Terra rossa Singolare - Doppio                   | Doppio misto: Hedwig Rosenbaum Leo 6-3 6-4                | Marie Gentschik von Gežowa R. De Vittorelli |               |                     |

## Ottobre
| Settimana | Torneo                                                                                  | Vincitore               | Finalista    | Semifinalisti | Eliminati ai quart |
| --------- | --------------------------------------------------------------------------------------- | ----------------------- | ------------ | ------------- | ------------------ |
| 6 ottobre | Welsh Covered Court Championships 1894 Craigside, Gran Bretagna Erba Singolare - Doppio | Mrs Dickins 1-6 6-4 6-4 | Ellen Cressy |               |                    |
| 6 ottobre | Welsh Covered Court Championships 1894 Craigside, Gran Bretagna Erba Singolare - Doppio |                         |              |               |                    |

## Novembre
Nessun evento

## Dicembre
| Settimana   | Torneo                                                                        | Vincitore                                     | Finalista                 | Semifinalisti | Eliminati ai quart |
| ----------- | ----------------------------------------------------------------------------- | --------------------------------------------- | ------------------------- | ------------- | ------------------ |
| 1º dicembre | Victorian Championships 1894 Melbourne, Gran Bretagna Erba Singolare - Doppio | E. Raleigh 6-5 6-1                            | Maisie Parr               |               |                    |
| 1º dicembre | Victorian Championships 1894 Melbourne, Gran Bretagna Erba Singolare - Doppio | N. A'Beckett F. Waters 4-6 6-2 6-4            | Phoebe Howitt Miss Howitt |               |                    |
| 1º dicembre | Victorian Championships 1894 Melbourne, Gran Bretagna Erba Singolare - Doppio | Doppio misto: F. Waters Ben Green 6-4 4-6 6-4 | Maisie Parr RG Bowen      |               |                    |

## Senza data
| Settimana        | Torneo                                                                      | Vincitore           | Finalista    | Semifinalisti | Eliminati ai quart |
| ---------------- | --------------------------------------------------------------------------- | ------------------- | ------------ | ------------- | ------------------ |
|                  | New Zealand Championships 1894 Wellington, Nuova Zelanda Singolare - Doppio | M.F. Spiers 6-3 7-5 | A. Nicholson |               |                    |
| E. Black C. Lean | New Zealand Championships 1894 Wellington, Nuova Zelanda Singolare - Doppio |                     |              |               |                    |